# Drysdalia
Drysdalia is een geslacht van slangen uit de familie koraalslangachtigen (Elapidae) en de onderfamilie Elapinae.

## Naam en indeling
De wetenschappelijke naam van de groep werd voor het eerst voorgesteld door Eric Worrell in 1961. Er zijn drie soorten, de slangen werden eerder aan andere geslachten toegekend, zoals Alecto, Hoplocephalus, Denisonia, Notechis.

## Verspreiding en habitat
De slangen komen endemisch voor in delen van Australië en leven in de deelstaten West-Australië, New South Wales, Victoria, Zuid-Australië en Tasmanië. De habitat bestaat uit bossen, scrublands en graslanden. Ook in door de mens aangepaste streken zoals landelijke tuinen en weilanden kunnen de dieren worden aangetroffen.

## Beschermingsstatus
Door de internationale natuurbeschermingsorganisatie IUCN is aan alle soorten een beschermingsstatus toegewezen. De slangen worden beschouwd als 'veilig' (Least Concern of LC).

## Soorten
Het geslacht omvat de volgende soorten, met de auteur en het verspreidingsgebied.
| Naam                  | Auteur        | Verspreidingsgebied                                             |
| --------------------- | ------------- | --------------------------------------------------------------- |
| Drysdalia coronoides  | Günther, 1858 | Australië (New South Wales, Victoria, Zuid-Australië, Tasmanië) |
| Drysdalia mastersii   | Krefft, 1866  | Australië (Victoria, West-Australië, Zuid-Australië)            |
| Drysdalia rhodogaster | Jan, 1873     | Australië (New South Wales)                                     |